# Рено R-35
Рено R-35 (фр. Renault R35) је био француски тенк дизајниран у периоду између Првог свјетског рата и Другог свјетског рата, са намјером да замијени застарјеле тенкове Рено FT-17. До 1940. израђено је 1400 примјерака.

## Развој
Почетком 1934. године француска армија расписала је конкурс за израду пројекта новог лаког тенка који је требало да замени велики број тенкова Рено ФТ-17, који су се налазили у употреби још од Првог светског рата. Реноов модел под именом Рено ЗМ или (Р-35) изабран је за серијску производњу. Прототип је био нароужан са два митраљеза калибра 7,5 mm смештених у куполи и по много чему се разликовао од производног модела. 1935. године наручено је прва серија од 300 примерака овог тенка.

## Карактеристике
Главно наоружање тенка чинио је топ СА 18 калибра 37 mm у куполи и спрегнути митраљез калибра 7,5 mm. Касније верзије тенка биле су наоружане топом дуге цеви СА 38 калибра 37 mm. Погонску групу тенка Р-35 чинио је Реноов четвороцилиндрични бензински мотор који је развијао 82 КС и који је омогућавао максималну брзину од 20 km/h на путу. Борбена маса тенка износила је 10 тона. Оклопно тело тенка и купола били су сучињени од ливених секција које су спајане закивцима. Ходни део чинило је по пет потпорних точкова са сваке стране и по три носача гусеница, док су се погонски точкови налазили напред. На задњем делу тенка налазила се издужена метална конструкција која је омогућавала савлађивање противтенковских ровова и олакшавала кретање по неравном терену.
Посаду је чинило двоје људи. Возач је био смештен напред у телу тенка док је командир био смештен у куполи. Мотор се налазио у задњем делу тенка са десне стране, а са леве стране се налазио резервоар за гориво. Мотор и резервоар су противпожарном преградом били одвојени од дела за посаду.

## Борбена употреба
Godine 1940, R-35 је био најбројнији тенк у саставу француске војске, али одређени број старих FT-17 тенкова је и даље задржан. Тенк се показао добрим за подршку пјешадије, али је употребљиван у малим групама, развученим по фронту, и није могао да се озбиљније супротстави нападима њемачких тенкова, који су нападали у маси у саставу оклопних јединица. Топ Реноа R-35 није био подесан за борбу против тенкова противника, због мале почетне брзине пројектила.
Велики број је пао у њемачке руке по капитулацији Француске, и даље су кориштени од Нијемаца за патролирање, обуку посада, за вучу артиљеријских оруђа, као носачи муниције и самоходни топови. Куполе су касније кориштене и за одбрану обале у склопу Атлантског зида, за одбрану од англо-америчке инвазије.